# José de Amézola y Aspizúa
José de Amézola y Aspizúa, né le 9 janvier 1874 à Izarra et mort en 1922 à Cercedilla, est un joueur de pelote basque espagnol. Aux Jeux olympiques d'été de 1900 à Paris, il remporte le premier prix avec Francisco Villota car la seule autre équipe inscrite se retire de la compétition.